# Deux Trouillards en vadrouille
Pour plus de détails, voir Fiche technique et Distribution.
Deux Trouillards en vadrouille (Titre original : Io non scappo... fuggo) est un film comique italien réalisé par Francesco Prosperi, sorti en 1970.

## Synopsis
Le film raconte les déboires de trois soldats italiens de la division Belluno pendant la Seconde guerre mondiale : le sergent Egisto Brugnoli, qui prend son grade très au sérieux ; Primo, qui après avoir essayé de se faire réformer à cause des otites dont il souffre régulièrement, fait tout son possible pour tirer au flanc ; Colovà, très encombré d'images féminines. Après une période sur le front balkanique, ils sont envoyés en Sicile. Dans les combats qui suivent le débarquement allié du 10 juillet 1943 (Operation Husky), Colovà est blessé et devient eunuque, tandis que Egisto et Primo perdent leur unité, mais rejoignent Salerne, où ils se déguisent en Hitler et Mussolini pour éviter d'être fusillés par les Allemands, avant de tomber aux mains des Alliés, auxquels ils ont bien du mal à expliquer leurs déguisements. Leurs aventures ne sont pas finies car ils sont enrôlés dans une unité italienne aux côtés des alliés, et c'est seulement la paix qui met fin à leurs déboires.

## Fiche technique
- Réalisateur : Francesco Prosperi, assisté d'Alberto Bava
- Scénario : Castellano et Pipolo
- Producteur : Dino De Laurentiis, Giorgio Adriani, Carlo Bartolini, Enzo Merlini, Mario Bannoni.
- Photographie : Armando Nannuzzi
- Montage : Tatiana Casini Morigi, Andreina Casini
- Effets spéciaux : Walfrido Traversari, Giulio Molinari
- Musique : Bruno Canfora
- Costumes : Renzo Gronchi
- Maquillage : Michele Trimarchi

## Distribution
- Lino Banfi :
- Enrico Montesano : Armando Primo[1]
- Alighiero Noschese : sergent Egisto Brugnoli[1]
- Renato De Carmine
- Ignazio Leone : major américain[1]
- Stefano Satta Flores
- Bruno Naerini
- Gianfranco D'Angelo
- Stefano Oppedisano
- Mariangela Melato[1]

## Sources
- (it) Cet article est partiellement ou en totalité issu de l’article de Wikipédia en italien intitulé « Io non scappo... fuggo » (voir la liste des auteurs).